# (74015) 1998 FP130
(74015) 1998 FP130 – planetoida z pasa głównego asteroid okrążająca Słońce w ciągu 3,46 lat w średniej odległości 2,29 j.a. Odkryta 22 marca 1998 roku.